# Laura Trossarelli
Laura Trossarelli (Torre Pellice, 1932 – Torre Pellice, 24 luglio 2014) è stata una scrittrice italiana.

## Biografia
Laura Trossarelli è nata a Torre Pellice nel 1932. 
Insegnante di italiano e latino nelle scuole superiori del Piemonte, e in particolare a Saluzzo, nel 1998 pubblica il suo primo libro, Vita e morte a Barma Mounastira, un "quaderno" del Centro di documentazione del comune di Angrogna dedicato a una piccola località montana costituita da una serie di baite ormai abbandonate.
L'esordio narrativo avviene nel 2007 con il romanzo Condannate a morte Luigia Sola, nel quale la scrittrice riprende in parte la vita di una sua bisnonna, Luigia Sola per l'appunto, condannata nella seconda metà dell'Ottocento come mandante dell'omicidio dell'amante. Nel romanzo sono ricostruiti e descritti il delitto, del quale s'interessò anche Cesare Lombroso, il contesto sociale in cui il crimine andò maturando e la psicologia dei vari protagonisti.
Nel suo secondo romanzo, Eglantine (2008), tratteggia la condizione della donna nella comunità valdese della val d'Angrogna dalla guerra partigiana al boom economico. La vicenda bellica rimarrà una tematica ricorrente anche nei romanzi successivi: Una vita sbagliata (2010), Aurora boreale (2013) e Quell'estate del 1940 (2013). Il microcosmo valdese sarà invece nuovamente descritto nel terzo romanzo della scrittrice, Il tempo dei Servaz e dei Vertu, edito nel 2009, e in Donne alla ricerca di una ragionevole felicità (2012).
Ha pubblicato undici romanzi, tutti con Araba Fenice o con il suo marchio Alibré, oltre a un paio di saggi per i "Quaderni del Centro di documentazione" di Angrogna.
Dal 1995 era segretaria nazionale dell'YWCA-UCDG, Young Women's Christian Association – Unione Cristiana delle Giovani, associazione nata in ambiente protestante nel 1894 a Torino la cui storia si intreccia con quella della chiesa valdese, e ha scritto diversi articoli e riflessioni di varia natura sulla rivista trimestrale Impegno edita dall'associazione.
È morta a Torre Pellice il 24 luglio 2014.
Massimo Novelli su Repubblica.it ha confrontato la sua vicenda con quella della scrittrice Maria Tarditi, approdata alla scrittura dopo una lunga carriera d'insegnante.

## Opere
- Vita e morte a Barma Mounastira, Angrogna, Comune, 1998.
- Condannate a morte Luigia Sola - Storia di una delinquente, Cuneo, Alibré, 2007. 2ª ed.: Boves, Araba Fenice, 2011. ISBN 978-88-86771-78-8.
- Eglantine, Boves, Araba Fenice, 2008. ISBN 978-88-95853-09-3.
- Il tempo dei Servaz e dei Vertu - Una famiglia nel Piemonte valdese tra '800 e '900, Boves, Araba Fenice, 2009. ISBN 978-88-95853-39-0.
- Una vita sbagliata, Boves, Araba Fenice, 2010. ISBN 978-88-95853-75-8.[5]
- Viva la libertà, Boves, Araba Fenice, 2011. ISBN 978-88-6617-008-2.
- Donne alla ricerca di una ragionevole felicità, Boves, Araba Fenice, 2012. ISBN 978-88-6617-053-2.
- La "via". Storia della strada Bruere-Porte d'Angrogna, Angrogna, Comune, 2012.
- Aurora boreale - Giovani vite tra la guerra e la pace, Boves, Araba Fenice, 2013. ISBN 978-88-6617-122-5.
- Quell'estate del 1940, Boves, Araba Fenice, 2013. ISBN 978-88-6617-175-1.
- Segreti in famiglia, Boves, Araba Fenice, 2014. ISBN 978-88-6617-241-3.
- Marianna, Boves, Araba Fenice, 2015. ISBN 978-88-6617-241-3.
- Le quattro vite di Bombarda, Boves, Araba Fenice, 2016. ISBN 978-88-6617-385-4.